# Усач бронзовый сосновый
Усач бронзовый сосновый, или чёрный сосновый усач (лат. Monochamus galloprovincialis) — вид жуков подсемейства ламиин (Lamiinae) из семейства усачей (Cerambycidae). Встречается от западной части до запада восточной части Палеарктики. Этот вид легко узнать по его густому и всегда, хотя бы отчасти, рыжему или желтоватому покрову нижней стороны тела. Характеризуется относительно короткими надкрыльями у самцов, отчётливо поперечно-складчатой скульптурой диска переднеспинки, грубой пунктировкой надкрылий, зернистой на основании и резко ослабленной позади середины, бронзовым отливом и сильно укороченной голой полоской щитка. Его можно встретить в середине лета: со второй половины июня до конца июля. Вредит сосне (Pinus).

## Распространение
Широко распространённый вид; его ареал охватывает всю Европу, Малую Азию и северо-восток Турции, Кавказ и Закавказье, Северную Африку, всю Сибирь, север Казахстана и север Монголии.

## Описание
Жук длиной от 11 до 28 мм. Окраска бурая до чёрного, с бронзовым отливом, в белых, серых, жёлтых или рыжих волосках, надкрылья с волосяными пятнышками, часто с двумя-тремя широкими неправильными перевязями. Надкрылья недлинные, плосковатые; более или менее сильно зернистые: в первой половине в грубозернистой пунктировке, вторая — в сильно морщинистой пунктировке, сзади середины более или менее резко ослабленной. Щиток в беловатом, жёлтом или ржаво-жёлтом, покрове, с широкой голой полоской до середины (у потерных особей иногда узко разделён до вершины). По крайней мере боковые гранулы мозолей брюшка имеют лишь единичные микрошипики или совсем голые, блестящие. Иногда все гранулы мозолей без микрошипиков; на мозоли бывает до 60 микрошипиков.

## Экология
Встречается в тех местах где есть сосновая порода; в степных и лесных борах.

## Развитие
Жизненный цикл вида длится от года до двух лет. Кормовыми растениями являются различные виды сосен (Pinus). Кормовым растением для подвида M. g. tauricola является ель кавказская (Picea orientalis)

## Таблица подвидов
В этом виде выделяют 5 подвидов, которые географически разделены друг от друга и отличаются морфологически.
| Подвид                  | Автор             | Синонимы | Распространение                         | Описание |
| ----------------------- | ----------------- | --- | --------------------------------------- | --- |
| M. g. cinerascens       | Motschulsky, 1860 | *Monochamus galloprovincialis var. cinerascens Motschulsky, 1860                                                                          |                                         | |
| M. g. galloprovincialis | (Olivier, 1795)   | | Северная Африка и Южная Европа          | Пунктировка на основании менее зернистая, часто только с заметно приподнятыми передними краями точек, позади средины не столь резко ослабленная, в срединной трети менее морщинистая. Ноги, усики, обычно и голова тёмно-рыжие или ржаво-красные, светлые пятна переднеспинки и покров вообще в очень ярких тонах. |
| M. g. lignator          | Krynicki, 1832    | |                                         | |
| M. g. pistor            | (Germar, 1818)    | *Lamia pistor Germar, 1818 *Monochamus galloprovincialis ab. pistor (Germar) Aurivillius, 1921 *Lamia sutor (Linnaeus) Caderhjielm, 1798) | Западная, Центральная и Северная Европа | Пунктировка надкрылий на основании сильно зернистая, в срединной трети сильно морщинистая, позади середины резко ослабленная. Тело чёрное, покров и пятна более или менее тусклых тонов. |
| M. g. tauricola         | Pic, 1912         | *Monochamus galloprovincialis var. tauricola Pic, 1912                                                                                    |                                         | |

## Галерея

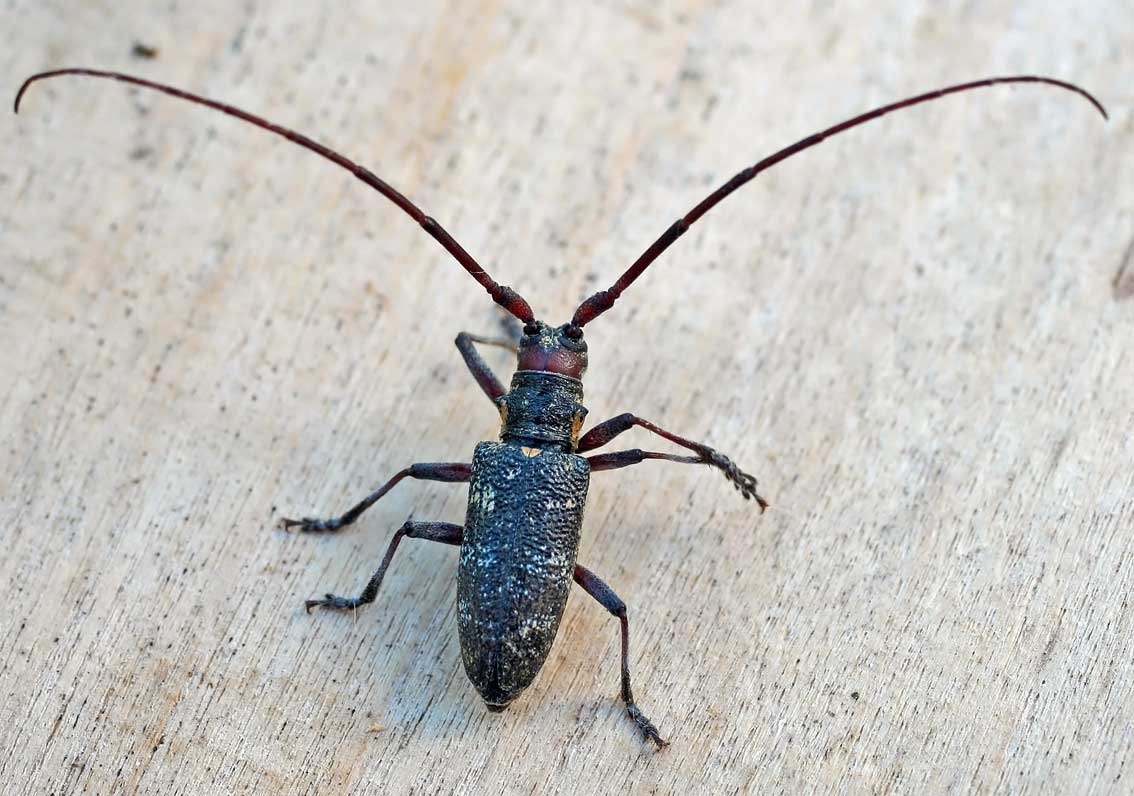
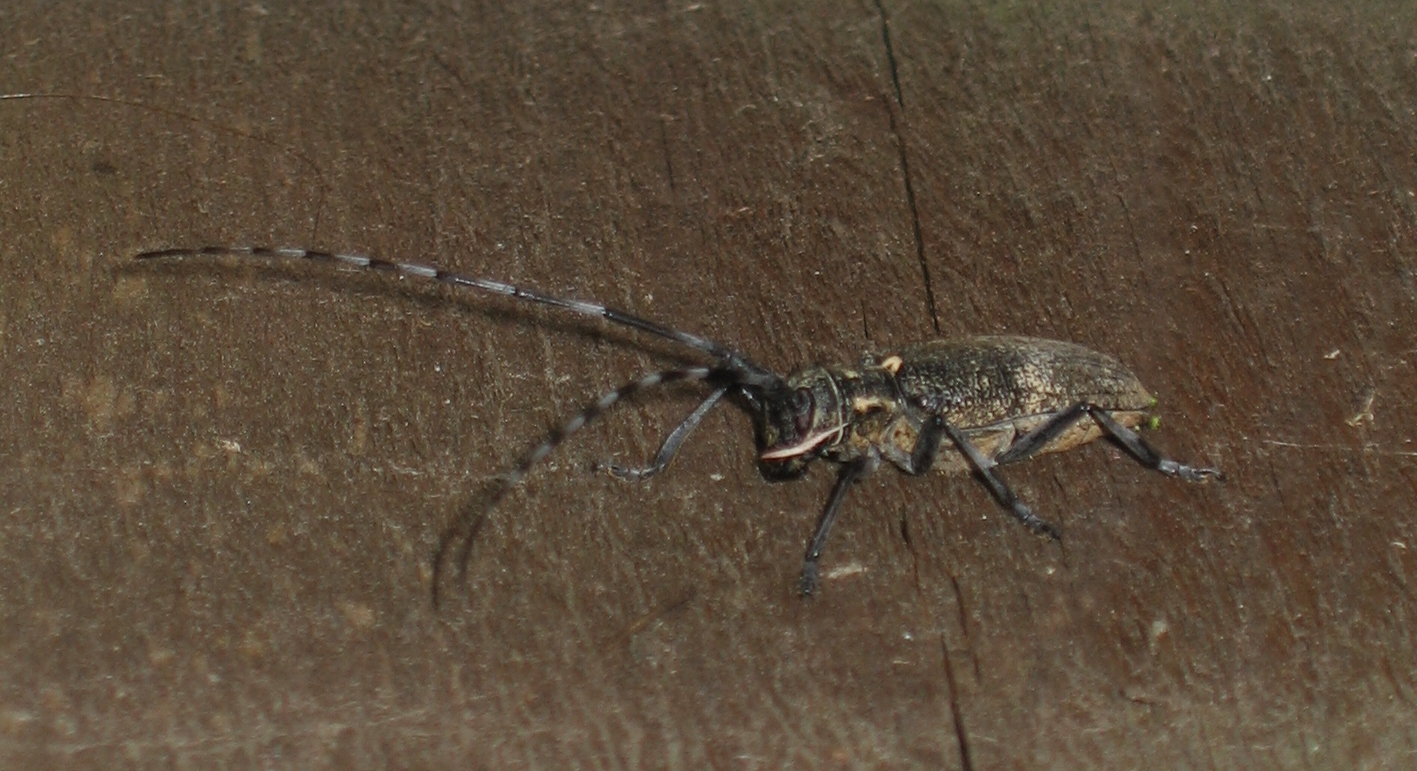